# Сполучені Штати Іонічних Островів
39°37′01″ пн. ш. 19°55′01″ сх. д. / 39.617° пн. ш. 19.917° сх. д.
Сполучені Штати Іонічних Островів, Іонічна республіка   (грец. Ἡνωμένον Κράτος τῶν Ἰονίων Νήσων, латиніз. Inoménon-Krátos ton Ioníon Níson, досл. «Сполучена Держава Іонічних Островів» ,англ. United States of the Ionian Islands, італ. Stati Uniti delle Isole Ionie) - історична держава, що існувала з 1815 по 1864. Було протекторатом Великої Британії. Після утворення Грецької держави подаровано Великою Британією грецькому королю Георгу I.
Іонічні острови протягом століть входили до складу Венеціанської республіки, поки по Кампо-Формійскому миру 1797 не перейшли до революційної Франції. У 1798-1799 російсько-турецькі сили вибили французів з островів і утворили там Республіку Семи Островів, що проіснувала в 1800-1807. Після цього Франція знову анексувала Іонічні острови, і вони увійшли до її Іллірійських провінцій.
2 жовтня 1809 британці розбили французький флот у Закінфа і захопили острови Закінф, Кефалінія та Кітіра. У 1810 британці зайняли Лефкас. Корфу залишався під французьким пануванням до 1814.
Віденський конгрес санкціонував передачу островів під дружній протекторат Великої Британії. Велика Британія встановлювала там військову адміністрацію, а Австрійська імперія гарантувала островам рівний із Великою Британією комерційний статус.
26 серпня 1817 затверджено «Конституція Мейтленда», відповідно до якої утворювалася федерація семи островів, а сер Томас Мейтланд ставав її першим Верховним комісаром.
29 березня 1864 Велика Британія, Греція, Франція та Російська імперія підписали у Лондоні договір, після ратифікації якого острови мали перейти Греції. 28 травня Верховний комісар видав прокламацію про об'єднання Іонічної республіки із Грецьким королівством.